# Rokin 115
Rokin 115 te Amsterdam is een gebouw aan het Rokin in Amsterdam-Centrum. Sinds maart 2004 is het een gemeentelijk monument.
Het Rokin maakt al eeuwen deel uit van het oude centrum van Amsterdam; het is het verlengde van de Amstel. In de loop der eeuwen is vrijwel alles verdwenen en is steeds oudbouw gesloopt en nieuwbouw neergezet. Zo stond op nummer 115 het gebouw Leeuwenburg, dat met de buurpanden, op de plaats werd gezet van het gesloopte 15e eeuwse Sint-Mariaklooster, dat bijna de gehele gevelwand vulde tussen Langebrugsteeg en Kalfsvelsteeg.
Aan het eind van de jaren twintig van de 20e eeuw viel het doek voor het grachtenpand Rokin 115, dat nog aan het water van het Rokin stond. Het was een redelijk smal winkelpand waar de kunsthandel Van Gogh in was gevestigd. George Hendrik Breitner had het in het eerste decennium nog gefotografeerd. De Algemeene Friesche Levensverzekering Maatschappij, eerder gevestigd op Willemsparkweg 46 en Rokin 97 had uitbreiding nodig, kocht de grond op 115 en pleegde er nieuwbouw. Met architecten Herman Ambrosius Jan Baanders en Jan Baanders werd gedurende de jaren 1928-1929 een nieuw kantoor neergezet, waar de verzekeringsmaatschappij in oktober 1929 introk. Al in 1929 werd geconstateerd dat het een monumentaal gebouw betrof vanwege haar consequent tot de noklijn doorgevoerde vorm en gevelbekroning. Een van de opvallendste kenmerken van het gebouw toen was de entree, die de volledige voorgevel op de begane grond in beslag nam; de entree was alleen bereikbaar via een trapje. Achter de entree lag een centrale hal, met daarin de zestien kolommen die negen koepels ondersteunen waarop de eerste etage is geplaatst met het daadwerkelijke kantoor. De gevel is opgetrokken uit baksteen (Limburgs handvorm) en natuursteen (grijze tufsteen). 
Boven de toegang bevindt zich een baksteen paneel met afwijkend metselverband, aangepast aan de boogconstructie boven de centrale toegang. Die boog wordt aan beide zijden geflankeerd door reliëfs, links het Wapen van Amsterdam, rechts het Wapen van Friesland. Boven het paneel bevindt zich een natuurstenen lijst en volgen vier beeldhouwwerken van Hildo Krop aan beide zijden van een centraal geplaatst raam (van links naar rechts):
- Welvaart: vrouw met op haar armen voedsel
- Arbeid: Man met gereedschap
- Zorg, vrouw in verpleegstersuniform
- Rust, man met wandelstok.

De titels stonden op de lijsten onder de beelden, maar sinds 1929 zijn de letters weggevreten onder milieuverontreiniging
Er volgen dan nog drie raamrijen, waarvan de bovenste teruggetrokken onderdeel uitmaakt van het balkon. De voorgevel werd afgesloten door een natuurstenen paneel waarop de naam van het verzekeringsbedrijf was vermeld. De bouwstijl zou invloeden vertonen van architecten als Hendrik Petrus Berlage en Karel de Bazel. In het interieur zouden zich van oorsprong glasmozaïeken bevinden van Willem Bogtman. In 1967 vond een grote verbouwing plaats, maar het gebouw behield daarbij grotendeels haar originele uiterlijk en innerlijk.
De eigenaar Algemeene Friesche Levensverzekeringsmaatschappij had deze plek vermoedelijk uitgekozen omdat er ter plaatste meerdere maatschappijen aan Damrak en Rokin waren gevestigd. Schuin tegenover Rokin 115 staat bijvoorbeeld het gebouw waarin De Nederlanden van 1845 (Muntplein 2-4) was gevestigd. Beide maatschappijen ondergingen steeds fusies in een aparte verzekeringstak. De Friesche eindigde bij Aegon, De Nederlanden in Nationale-Nederlanden. Beide maatschappijen trokken zich terug van deze plek; de plek van de Friesche, vertrokken rond 1950, werd in 1989 opgevuld door het Noordnederlands Effektenkantoor, in de 21e eeuw gevolgd door Ohpen, een bedrijf binnen financiële technologie, dat hier meerdere panden gebruikt.
In de maanden volgend op de opening van de Metrolijn 52 (Noord/zuidlijn) kreeg het gebouw een naam: Station Rokin; het metrostation Rokin ligt voor de deur en de entree kan aangezien worden voor een plaatselijke entree voor die metro. De naam wordt vermeld op de plek waar de oorspronkelijke gebruiker haar naam had staan.    

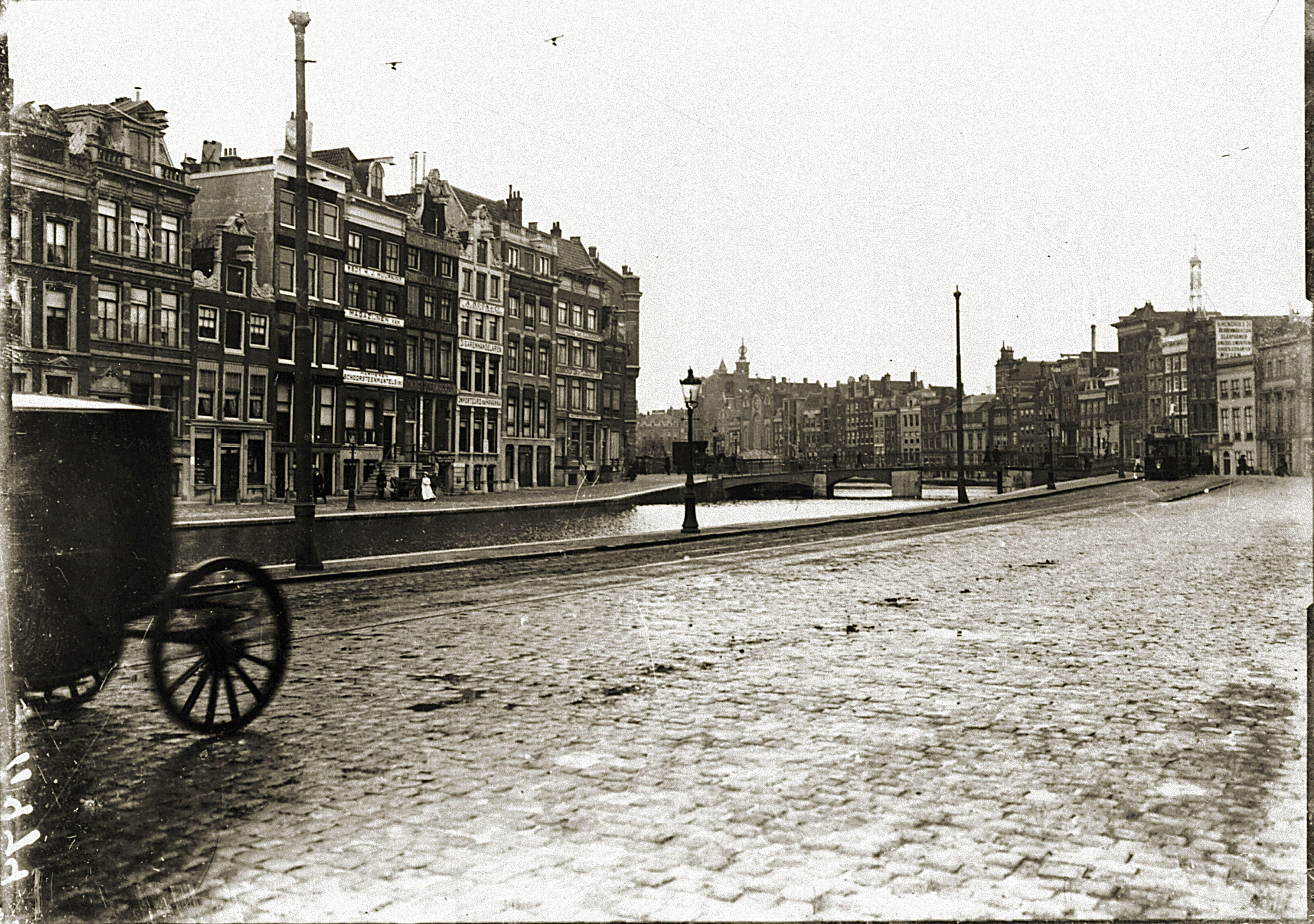
Foto van Breitner, Rokin 115 naast het witte gebouw (1907-1909)

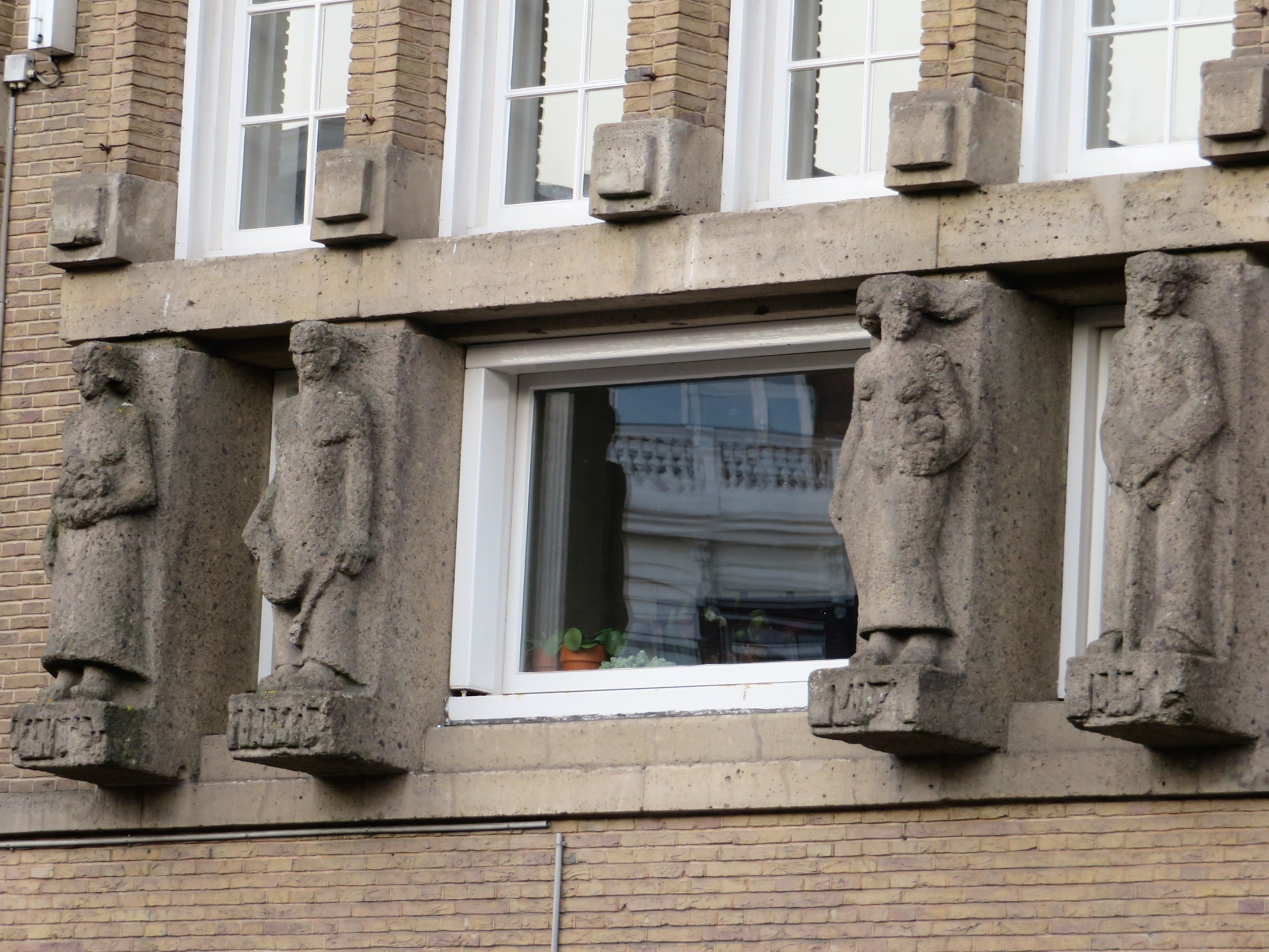
Vier beelden van Krop (2018)